# Joel García
Joel Raymundo García Chacón (ur. 12 kwietnia 1998 w mieście Meksyk) – meksykański piłkarz występujący na pozycji bramkarza, od 2025 roku zawodnik Jaiba Brava.